# Нарбутово
Нарбутово (баш. Нарбут) — деревня в Кугарчинском районе Республики Башкортостан Российской Федерации. Входит в состав Юмагузинского сельсовета. 

## География

### Географическое положение
Расстояние до:
- районного центра (Мраково): 36 км,
- центра сельсовета (Юмагузино): 6 км,
- ближайшей ж/д станции (Мелеуз): 71 км.

## Население
| 2002 | 2009 | 2010 |
| ---- | ---- | ---- |
| 43   | ↘36  | ↘24  |